# Balanophyllia gemma
Balanophyllia gemma är en korallart som först beskrevs av Henry Nottidge Moseley 1881.  Balanophyllia gemma ingår i släktet Balanophyllia och familjen Dendrophylliidae. Inga underarter finns listade i Catalogue of Life.